# Третья карта
«Тре́тья ка́рта» — роман из цикла о работе советского разведчика Исаева-Штирлица. Написан в 1975 году Юлианом Семёновым. Книга также интересна тем, что в ней участвует большое количество реально существовавших личностей — лидеры ОУН Мельник, Бандера и Шухевич, рейхсфюрер СС Гиммлер, адмирал Канарис.  Предварительное название романа было "30 июня"; роман был написан для журнала "Дружба народов", но опубликован в "Огоньке", 1975, № 37-52 .

## Сюжет
В июне 1941 года, когда до вторжения нацистской Германии в СССР осталось несколько недель, Вермахт и Абвер подготавливают отряды украинских националистов (ОУН) для проведения карательных операций на территории СССР. Более того, поддерживающий эту идею Альфред Розенберг, уже назначенный «министром восточных территорий», предполагает создание на землях Украины некоего марионеточного государства, всецело подчинённого нацистской Германии.
Однако это входит в противоречие с доктринами Гитлера, запрещающего какое-либо сотрудничество со славянами, категорически отрицающего саму идею о какой-либо независимости Украины. Всемогущий глава СС Генрих Гиммлер решает воспользоваться этим обстоятельствам и предпринимает ряд шагов против Вермахта, не желая усиления роли армии на планируемых к оккупации территориях СССР.
Оберштурмбанфюрер Штирлиц (он же советский разведчик Исаев Максим Максимович) получает задание Москвы: осуществлять сбор и передачу информации о грядущем нападении Германии на СССР, а также скомпрометировать украинских националистов в глазах гитлеровского руководства.